# جسر عزرائيلي
جسر عزرائيلي (بالعبرية: גֶּשֶׁר עַזְרִיאֶלִי غِيشِرْ عَزْرِئِيلِي) أو جسر الكرياه (بالعبرية: גֶּשֶׁר הקִרְיָה غِيشِرْ هَكِرْيَاه) أو جسر السلام (بالعبرية: גֶּשֶׁר השָׁלוֹם غِيشِرْ هَشَلُومْ) هو جسر قوسي مُعلق مُخصص للمُشاة في تل أبيب، إسرائيل. يمتد الجسر فوق طريق بيغن ويربط مجمع الكرياه الحكومي غربًا مع مجمع عزرائيلي التجاري شرقًا. وتقع بقربه محطة قطار هشلوم. كثيرًا ما يستخدمه الجنود وموظفو وزارة الدفاع.
أُنشئ الجسر في عام 2003 كجزء من مشروع ربط مركز عزرائيلي ومجمع الكرياه بالقطار. صممه المهندس المعماري أفراهام ياسكي. يرتكز الجسر على أقواس كبيرة مصنوعة من أنابيب فولاذية سميكة، ومن هذه الأقواس تنزل أسلاك فولاذية تحمل الجسر. قبل بناء الجسر كان هناك ممر تحت الأرض قرب موقعه الحالي. يبلغ طول الجسر حوالي 100 متر، وعرضه 10 أمتار، وارتفاعه 8 أمتار فوق طريق مناحيم بيغن. يضم الجسر من كلا الجانبين سلالم وسلالم متحركة ومصعد.